# Појнт Плезант (Западна Вирџинија)
Појнт Плезант (енгл. Point Pleasant) град је у америчкој савезној држави Западна Вирџинија.

## Демографија
По попису из 2010. године број становника је 4.350, што је 287 (-6,2%) становника мање него 2000. године.
|                   | 2010.          | 2000.          |
| Укупно            | 4 350 (100,0%) | 4 637 (100,0%) |
| Белци             | 4 153 (95,47%) | 4 457 (96,12%) |
| Остали            | 93 (2,138%)    | 39 (0,841%)    |
| Афроамериканци    | 55 (1,264%)    | 88 (1,898%)    |
| Хиспаноамериканци | 25 (0,575%)    | 25 (0,539%)    |
| Азијати           | 24 (0,552%)    | 28 (0,604%)    |